# Berufliches Gymnasium Agrarwirtschaft
Das berufliche Gymnasium (auch: Fachgymnasium) Agrarwirtschaft, auch: der Agrarwissenschaft, auch agrarwissenschaftliches Gymnasium, ist ein Schultyp des berufsbildenden Sektors; es führt als Vollzeitschule i. d. R. in drei Jahren zur Allgemeinen Hochschulreife. Durch berufsbezogene und allgemeinbildende Unterrichtsinhalte vermittelt das berufliche Gymnasium eine Bildung, die den Anforderungen für die Aufnahme eines Studiums aller Fachrichtungen an Universitäten und Hochschulen der Bundesrepublik Deutschland genügt. Darin ähnelt es der gymnasialen Oberstufe des allgemeinbildenden Gymnasiums, allerdings sind bestimmte Prüfungsfächer durch den  Schwerpunkt vorgegeben.
In der Fachrichtung Agrarwirtschaft sind die profilgebenden Fächer auf den landwirtschaftlichen Bereich ausgerichtet. Zugangsvoraussetzung ist ein Realschulabschluss, der zum Übergang in die gymnasiale Oberstufe berechtigt, oder ein gleichwertiger Abschluss. Das erste (in Baden-Württemberg und Sachsen: zweite) Fach mit erhöhtem Anforderungsniveau ist nach KMK-Beschluss das Fach Agrartechnik mit Biologie, dazu kommt das Fach Wirtschaftslehre (als viertes oder fünftes Prüfungsfach – P4 oder P5).
Das berufliche Gymnasium Agrarwirtschaft ist in der Bundesrepublik nur noch in vier Bundesländern eingerichtet – in Baden-Württemberg, in Niedersachsen, in Sachsen und in Schleswig-Holstein. In den anderen Ländern wird es nur noch auf dem Papier oder gar nicht angeboten.

## Baden-Württemberg
In Baden-Württemberg sind für die beruflichen Gymnasien und damit auch für das Agrarwissenschaftliche Gymnasium (AG), wie es dort heißt, im Jahre 2020 neue Bildungspläne erschienen. Damit soll auf die zu beobachtende Entwicklung der Biochemie, der Molekulargenetik und der Informationstechnologie reagiert werden.
Erstes Prüfungsfach (P1) ist das Profilfach Agrarbiologie, das zweite (P2) Deutsch oder Mathematik, das dritte (P3) Deutsch, Mathematik (sofern sie nicht P2 sind) oder eine fortgeführte Fremdsprache. Im Profilfach Agrarbiologie geht es zunächst um Grundlagen der Biologie, der landwirtschaftlichen Produktionstechnik und Bodenkunde. Im weiterführenden Unterricht stehen dann die Themen Stoffwechselphysiologie bei Pflanze und Tier, molekulare Genetik sowie Züchtungsgenetik auf dem Stundenplan; die Themen nachhaltige und ressourcenschonende Landwirtschaft und angewandte Ökologie werden in Wahlfächern behandelt. Zurzeit gibt es das AG an sechs Standorten im Land Baden-Württemberg.

## Niedersachsen
In Niedersachsen firmiert das berufliche Gymnasium mit dem Schwerpunkt Agrarwirtschaft unter dem Dach des Beruflichen Gymnasiums: Gesundheit und Soziales. Von den Lernenden werden Themen aus dem Bereich der Agrarwissenschaften unter Berücksichtigung naturwissenschaftlicher, ökologischer und ökonomischer Aspekte bearbeitet. Das Ziel ist, die Auswirkungen naturwissenschaftlich-technischer Erkenntnisse auf die Entwicklung der Wirtschaft, der Umwelt und des täglichen Lebens kritisch zu untersuchen und die verantwortungsvolle Gestaltung und Nutzung der Natur in den Blick zu nehmen.
Das berufliche Gymnasium: Gesundheit und Soziales, Schwerpunkt Agrarwirtschaft ist in Niedersachsen an sieben Standorten eingerichtet.
Die Profilfächer sind Agrar- und Umwelttechnologie, Betriebs- und Volkswirtschaft sowie Informationsverarbeitung. P1 ist Agrar- und Umwelttechnologie, P2 und P3 sind Deutsch, (fortgeführte) Fremdsprache, Mathematik oder Chemie.

## Sachsen
Auch in Sachsen kann, wer eine allgemeinbildende Schule oder eine berufliche Ausbildung mit guten Leistungen absolviert hat, am Beruflichen Gymnasium die Allgemeine Hochschulreife erwerben. Am Beruflichen Gymnasium der Fachrichtung Agrarwissenschaft, wie es hier heißt, wird neben der Allgemeinen Hochschulreife eine spezifische berufliche Orientierung für den „grünen Bereich“ vermittelt.
In der Qualifikationsphase wird aus den Fächern Deutsch, Englisch und Mathematik das erste Leistungsfach gewählt. Das zweite Leistungsfach ist Agrartechnik mit Biologie. Die Abiturprüfung wird in den zwei Leistungsfächern, einem weiteren Fach schriftlich und zwei (!) weiteren Fächern mündlich abgelegt. Deutsch, Mathematik und eine Fremdsprache sind neben dem zweiten Leistungsfach verbindliche Prüfungsfächer. In die Gesamtqualifikation einzubringen sind auch zwei Grundkurse der Jahrgangsstufe 12 im Fach Wirtschaftslehre/Recht. Das Berufliche Gymnasium der Fachrichtung Agrarwissenschaft ist an drei Beruflichen Schulzentren des Freistaates eingerichtet.

## Schleswig-Holstein
In Schleswig-Holstein heißt der Schultyp Berufliches Gymnasium, Fachrichtung Agrarwirtschaft. Durch die Fachrichtung wird das erste Fach auf erhöhtem Anforderungsniveau bestimmt: Agrartechnik mit Biologie; P2 ist Deutsch, Englisch (als fortgeführte Fremdsprache) oder Mathematik. Für P3 und P4 kommen zwei der Fächer Deutsch, Fremdsprache und Mathematik (die nicht P1 oder P2 sind) in Frage; Mathematik kann durch eine Naturwissenschaft ersetzt werden. P5, also das mündliche Prüfungsfach, ist Wirtschaftslehre. Das Berufliche Gymnasium, Fachrichtung Agrarwirtschaft, wird in Schleswig-Holstein an zwei Standorten angeboten.

## Übrige Bundesländer
In Bayern gibt es kein Berufliches Gymnasium, nur berufliche Fachoberschulen/Berufliche Oberschulen, kurz FOSBOS, allerdings nicht für den Schwerpunkt Agrarwirtschaft.
Die Fachoberschule verleiht nach bestandener Fachabiturprüfung die Fachhochschulreife. Für überdurchschnittlich qualifizierte Absolventen der Fachabiturprüfung kann eine Jahrgangsstufe 13 geführt werden. Diese verleiht nach bestandener Abiturprüfung die fachgebundene Hochschulreife, bei Nachweis der notwendigen Kenntnisse in einer zweiten Fremdsprache die allgemeine Hochschulreife. In Berlin gibt es zwar das Berufliche Gymnasium mit  dem Profil Ernährung, dazu gehören Berufsfelder Gesundheit, Ernährung, Gastgewerbe und eben auch Agrarwirtschaft, aber keine Berufsbildende Schule in Berlin hat diesen Schwerpunkt eingerichtet. Auch Brandenburg kennt Berufliche Gymnasien mit den Schwerpunkten Sozialwesen, Technik und Wirtschaft, jedoch nicht für Agrarwirtschaft. In Bremen ist kein Berufliches Gymnasium Agrarwirtschaft eingerichtet, auch nicht am Schulzentrum des Sekundarbereichs II an der Alwin-Lonke-Straße, das den Berufsbereich Agrarwirtschaft anbietet.
Auch in Hamburg wird das Berufliche Gymnasium Agrarwirtschaft nicht angeboten, auch nicht an der BS 06 (Bergedorf), das den Bereich Agrarwirtschaft vertritt. In den Beruflichen Gymnasien in Hessen gibt es keinen Schwerpunkt Agrarwirtschaft. In Mecklenburg-Vorpommern heißt der Schultyp „Fachgymnasium“, auf dem Papier kommt auch die Fachrichtung Agrarwirtschaft vor. Aber unter „Das berufsbezogene Schwerpunktfach in der Fachrichtung …“ kommt Agrarwirtschaft nicht mehr vor. Auch Rahmenpläne für das Fachgymnasium gibt es nicht für Agrarwissenschaft. Unter dem Dach des Berufskollegs gibt es in Nordrhein-Westfalen auch das Berufliche Gymnasium, aber nicht im Fachbereich Agrarwirtschaft.
Rheinland-Pfalz kennt das Berufliche Gymnasium, allerdings nicht mit dem Schwerpunkt Agrarwirtschaft. Im Saarland gibt es keine Beruflichen Gymnasien, dafür berufliche Oberstufengymnasien, allerdings nicht mit dem Schwerpunkt Agrarwirtschaft. Das Berufliche Gymnasium führt in Sachsen-Anhalt die Fachrichtungen Gesundheit und Soziales, Technik und Wirtschaft, aber nicht Agrarwirtschaft. In Thüringen gibt es ein umfangreiches Angebot an Fachrichtungen und Schwerpunkten innerhalb des Beruflichen Gymnasiums – Agrarwirtschaft gehört nicht dazu.